# Facebook Hacker Cup
Facebook Hacker Cup — это международное соревнование по программированию, проводимое Facebook. Ведет историю с 2011 года, как средство для выявления лучших умов для возможной работы в Facebook. Соревнование состоит из набора алгоритмических задач, которые должны быть решены за определенное время. Участники могут использовать любой язык программирования и среду разработки для решения задач.

## Победители уже прошедших турниров
| Год  | 1 место             | 2 место        | 3 место          |
| ---- | ------------------- | -------------- | ---------------- |
| 2019 | Геннадий Короткевич | Михаил Ипатов  | Пётр Митричев    |
| 2018 | Михаил Ипатов       | Makoto Soejima | Andrew He        |
| 2017 | Пётр Митричев       | Park Sung Gwan | Михаил Ипатов    |
| 2016 | Makoto Soejima      | Yuhao Du       | Ting-Wei Chen    |
| 2015 | Геннадий Короткевич | Дмитро Соболев | Глеб Евстропов   |
| 2014 | Геннадий Короткевич | Tomek Czajka   | Makoto Soejima   |
| 2013 | Пётр Митричев       | Jakub Pachocki | Marcin Smulewicz |
| 2012 | Роман Андреев       | Tomek Czajka   | Tiancheng Lou    |
| 2011 | Пётр Митричев       | Khúc Anh Tuấn  | Tiancheng Lou    |

### Статистика по странам
| Страна               | 1 место | 2 место | 3 место |
| -------------------- | ------- | ------- | ------- |
| Россия               | 5       | 1       | 3       |
| Беларусь             | 3       | 0       | 0       |
| Япония               | 1       | 1       | 1       |
| Польша               | 0       | 3       | 1       |
| Китай                | 0       | 1       | 2       |
| Украина              | 0       | 1       | 0       |
| Вьетнам              | 0       | 1       | 0       |
| Республика Корея     | 0       | 1       | 0       |
| Китайская Республика | 0       | 0       | 1       |
| США                  | 0       | 0       | 1       |